# Conirostrum binghami
El conirrostro gigante (en Colombia) (Conirostrum binghami), también conocido como pico-de-cono gigante (en Perú), picocono gigante (en Ecuador), saí grande (en Argentina), comesebo gigante (en Chile) o pájaro de los queñuales, es una especie de ave paseriforme de la familia Thraupidae, perteneciente al género Conirostrum, anteriormente considerado el único miembro del género monotípico Oreomanes. Es nativo de regiones alto andinas del noroeste y oeste de América del Sur. 

## Distribución y hábitat

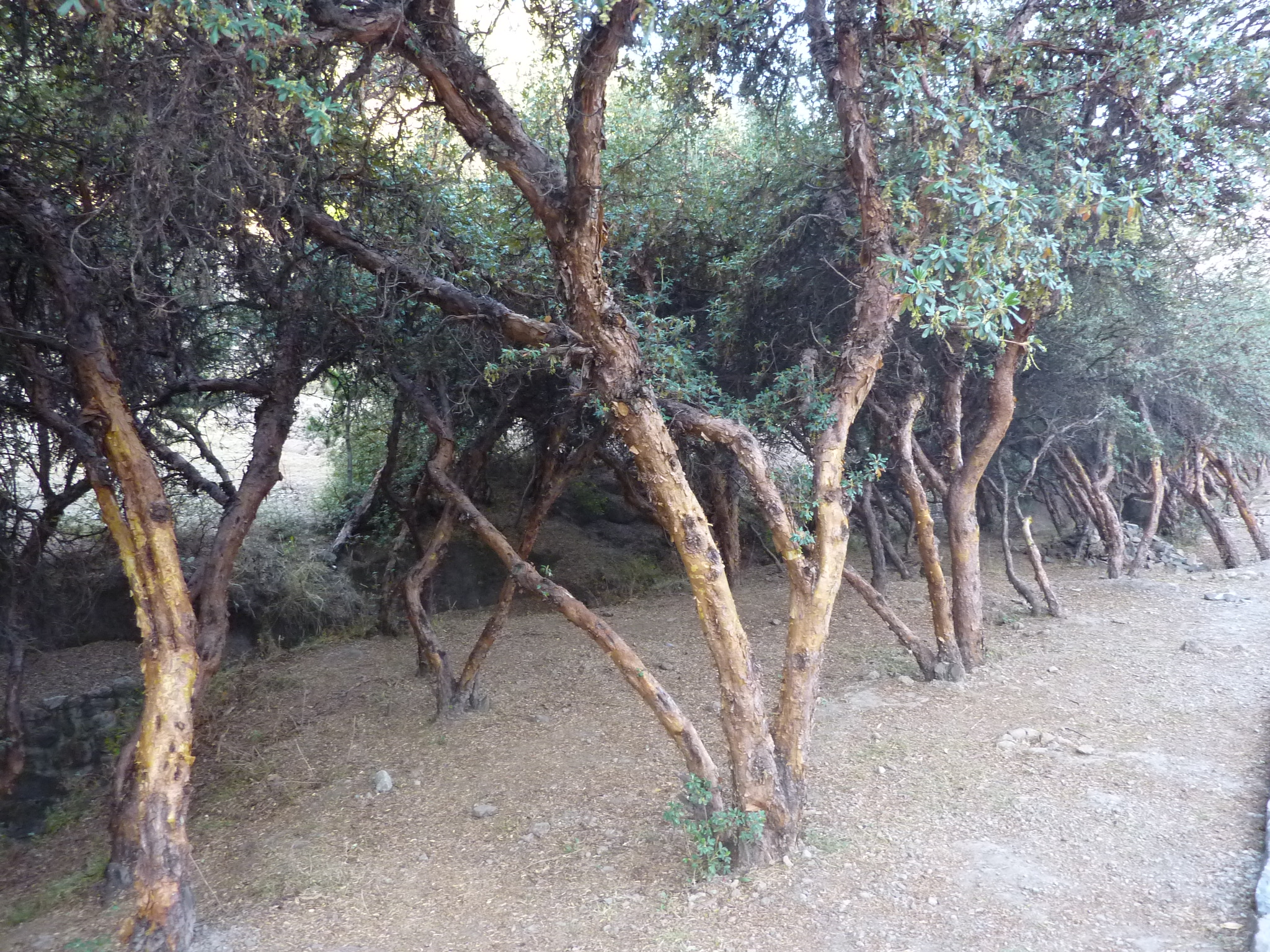
Bosque de Polylepis, cerca de Cuzco, ejemplo de hábitat de la especie.

Se distribuye desde el suroeste de Colombia (Nariño), donde tal vez esté extinto al oeste de Ecuador (tres sitios en Azuay, Pichincha, y en la divisa Pichincha/Napo); en Perú (Áncash al sur hasta Puno y Tacna) y oeste de Bolivia (La Paz, Cochabamba y Potosí), con registros más recientes en el extremo norte de Chile (norte de Tarapacá) y de Argentina (Salta).
Esta especie es considerada rara y local en su hábitat natural: los bosquecillos de Polylepis cerca o por arriba de la línea de árboles, principalmente en altitudes entre 3500 y 4200 m, rara o localmente baja hasta los 2700 m o sube hasta los 4800 m.

## Estado de conservación
El conirrostro gigante ha sido calificado como casi amenazado por la Unión Internacional para la Conservación de la Naturaleza (IUCN) debido  la sospecha de que su población, todavía no cuantificada, se encuentre en decadencia moderadamente rápida como resultado de la pérdida de hábitat y la fragmentación a lo largo de su distribución. Las poblaciones deberían ser cuidadosamente monitoradas para prevenir cualquier cambio futuro en la tasa de declinio.

## Descripción
Alcanza los 15 a 16 cm de longitud y pesa entre 22 y 27 g. El pico es largo y puntiagudo. Es mayormente gris por arriba con una lista superciliar corta de color castaño y visibles mejillas blancas; por abajo es castaño, de intensidad variable. Las aves del norte tienen la corona de color gris uniforme, mientras que las del lejano sur muestran una cantidad variable de matices blanquecinos en la frente.

## Comportamiento
Vive de forma individual o en grupos de cinco o menos. Pela la corteza de los árboles Polylepis para encontrar insectos. También come pulgones y las soluciones azucaradas secretadas por Gynoxys. La especie es un criador de temporada, anidan en el inicio de la temporada de lluvias (septiembre a diciembre en Bolivia, donde se ha estudiado). El nido es una taza abierta establecida en las ramas de Polylepis , y el promedio de la puesta es de 1,8 huevos . Ambos padres incuban los huevos, alimentan a los polluelos y quitan los restos fecales.

## Sistemática

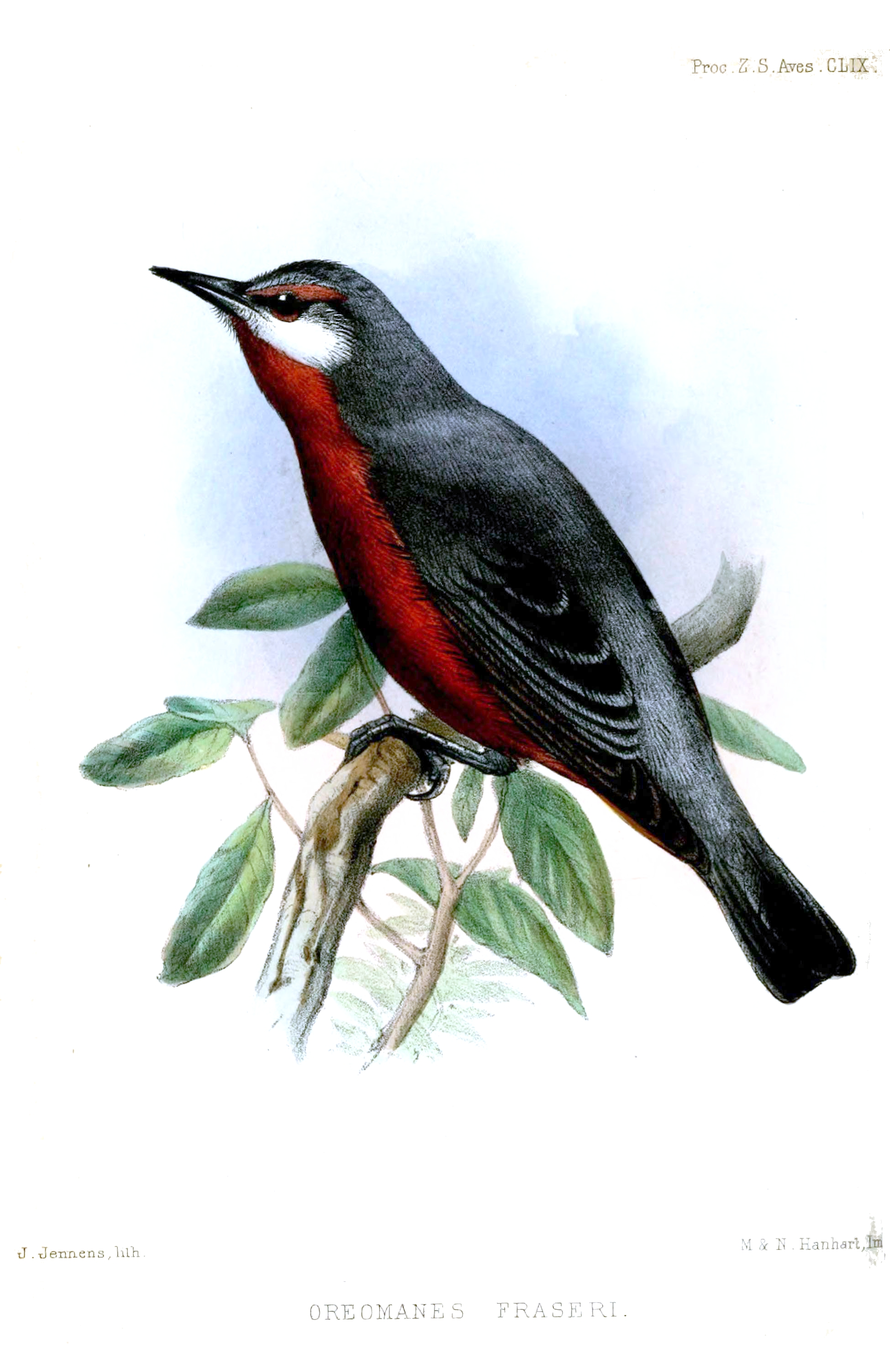
Oreomanes fraseri, ilustración de Jennens en Proceedings of Zoological Society of London, 1859.

### Descripción original
La especie C. binghami fue descrita por primera vez por el ornitólogo estadounidense Frank Michler Chapman en 1919 bajo el nombre científico Oreomanes binghami; su localidad tipo es: «ruinas de Cedrobamba, Machu Picchu, 12,000 pies (c. 3660 m), Perú».
El taxón sinónimo anterior Oreomanes fraseri fue descrito por el zoólogo británico Philip Lutley Sclater en 1860, bajo el mismo nombre científico, la localidad tipo dada fue «Monte Chimborazo, 14,000 pies (c. 4270 m), Ecuador».

### Etimología
El nombre genérico neutro Conirostrum se compone de las palabras latinas «conus»: cono, y  «rostrum»: pico; y el nombre de la especie «binghami» conmemora al académico y explorador estadounidense Hiram Bingham III.

### Taxonomía
La presente especie fue históricamente tratada en un género monotípico Oreomanes, como Oreomanes fraseri. Los datos presentados por los amplios estudios filogenéticos recientes de Burns et al. (2014) y Barker et al. (2015) mostraron que Oreomanes está profundamente embutido dentro de Conirostrum.
Anteriormente ya se había constatado que Oreomanes fraseri hibrida con Conirostrum ferrugineiventre y que las similitudes de plumaje, morfología y hábitos de forrajeo refuerzan esta relación de parentesco.
Como resultado de estos estudios, Burns et al. (2016) lo transfirieron a Conirostrum; esta inclusión requirió un cambio de nombre, ya que al cambiar de Oreomanes fraseri a Conirostrum fraseri (P.L. Sclater, 1860)  se convierte en un sinónimo posterior de Conirostrum cinereum fraseri; el nombre más antiguo disponible era Conirostrum binghami, que fue así adoptado. Estos cambios taxonómicos fueron aprobados en la Parte 15 de la Propuesta N° 730 al Comité de Clasificación de Sudamérica (SACC).
Es monotípica.